# Tressot
Le tressot N est un cépage français.

## Origine

### Géographique
Il est cultivé depuis très longtemps dans l'Yonne, dans le vignoble de Bourgogne. Sa culture exclusive dans cette région a conduit à penser qu'il en est originaire. Toutefois ses parents étant originaires du Sud-Ouest et ayant laissé de nombreux descendants sur la route de Saint-Jacques-de-Compostelle, du Sud-Ouest à la Bourgogne, rien ne peut le confirmer pour le moment.
Il est devenu très rare. Sa surface était de moins d'un demi-hectare entre 1979 et 1994.

### Génétique
Des analyses génétiques publiées en septembre 2012 ont montré qu'il serait issu du métissage intra spécifique entre le Prunelard N et le Petit Verdot N.

## Caractères ampélographiques
Le jeune rameau est très velu. Les jeunes feuilles sont vertes à bordure dorée.
Les feuilles adultes sont quinquelobées à sinus pétiolaire fermé à lobes recouvrants. Les sinus latéraux sont profond, parfois avec une dent. Les dents sont courtes. Le limbe est tourmenté, gaufré.
Les baies sont arrondies.

## Aptitudes
C'est un cépage fertile conduit en taille longue qui nécessite un palissage. Il est sensible surtout à l'oïdium, moins au mildiou ou à la pourriture grise.
Sa vinification donne un vin coloré, à bon taux alcoolique et bien structuré. Il est essentiellement vendu assemblé.

## Sources